# Epalpus semiater
Epalpus semiater är en tvåvingeart som beskrevs av Bischof 1904. Epalpus semiater ingår i släktet Epalpus och familjen parasitflugor.
Artens utbredningsområde är Peru. Inga underarter finns listade i Catalogue of Life.